# Crenicichla santosi
Crenicichla santosi är en fiskart som beskrevs av Ploeg, 1991. Crenicichla santosi ingår i släktet Crenicichla och familjen Cichlidae. Inga underarter finns listade i Catalogue of Life.